# Szigethalmi homokbuckák
Szigethalmi homokbuckák este o arie protejată (arie specială de conservare — SAC, sit de importanță comunitară — SCI) din Ungaria întinsă pe o suprafață de 68,99 ha, integral pe uscat.

## Localizare
Centrul sitului Szigethalmi homokbuckák este situat la coordonatele 47°19′46″N 19°01′12″E / 47.329444°N 19.02°E.

## Înființare
Situl Szigethalmi homokbuckák a fost declarat sit de importanță comunitară în mai 2004 pentru a proteja 1 specie de plante. Situl a fost protejat și ca arie specială de conservare în februarie 2010.

## Biodiversitate
Situată în ecoregiunea panonică, aria protejată conține 2 habitate naturale: Stepe panonice nisipoase, Tufărișuri panonice ale dunelor de nisip continentale (Junipero-Populetum albae).
La baza desemnării sitului se află o specie protejată de  plante: Colchicum arenarium.
Pe lângă speciile protejate, pe teritoriul sitului au mai fost identificate 5 specii de plante, 1 specie de nevertebrate, 1 specie de reptile.